# 노동귀족
노동귀족(勞動貴族, 영어: labor aristocracy, labour aristocracy, aristocracy of labor)은 대체로 4가지 의미를 가지고 있다.
1. 마르크스주의 이론에서 사용되는 맥락
2. 특정 유형의 노동조합 양상을 의미하는 맥락
3. 혁명적 산업별 노동조합이 기업별 노동조합의 관료제성을 비판할 때 쓰는 멸칭
4. 19세기-20세기에 좀 살 만한 노동계급을 가리킨 말 (잭 런던의 『밑바닥 사람들』에서 사용된 용례)

## 맥락 1: 마르크스주의
마르크스주의에 따르면, 선진국의 노동자, 무산자들은, 개발도상국의 빈곤한 노동자들이 착취됨으로써 자국이 얻은 초과이윤의 수혜를 받음으로써 "노동귀족" 계층을 형성한다. 이 노동귀족이라는 말은 1901년 카를 카우츠키가 대중화시켰고, 블라디미르 레닌이 『제국주의론』에서 이론화했다. 레닌에 따르면, 선진국의 기업들은 임금이 싼 개발도상국의 노동자들을 착취한다. 착취로써 이윤을 극대화한 기업은 "조국"의 피고용자, 즉 노동자들에게 더 높은 임금을 지불할 수 있게 되고, 자기 생활수준에 만족하여 무산자 혁명에는 무관심한 노동자 집단을 만들게 된다. 이것은 빈곤수출의 한 형태요, 하층 계급에 월경지를 만드는 것이다. 레닌은 제국주의가 선진국의 계급 양극화를 방지하기 때문에 선진국에서의 공산혁명은 좌절되었으며, 그렇기 때문에 러시아 제국 같은 개발도상국이야말로 변혁의 가능성을 담지하고 있다고 주장했다. 이런 사고방식은 제3세계주의로 계승된다.
이 맥락에서의 노동귀족 개념은 마르크스주의자들 사이에서 논쟁의 대상이다. 레닌주의를 긍정하는 조류에서는 이 개념을 대개 긍정하고 공유한다.

## 맥락 2: 숙련노동자 노동조합
이 맥락에서 노동귀족이라는 말은 1872년에 미하일 바쿠닌이 처음 사용했다. 바쿠닌은 노동자 계급화를 급진주의라고 받아들이는 마르크스주의 견해에 동의하지 않았다. 바쿠닌은 노조원들이 문화수준, 생활수준이 비노조 노동자들보다 높다는 점에서 노동계급의 내부 상류층을 구성하며, 이들 노동귀족은 무산계급의 꽃이 아니라고 했다.
이 맥락에서 노동귀족이라는 말은 노동조합이 고임금 노동자들로 구성되어 있어서 저임금 노동자들에게는 무관심하다는 비판을 하기 위해 사용된다. 예컨대 미국 육상선수노조의 경우, 이미 고소득자인 운동선수의 임금을 올리는 데 주력할 뿐, 사회 대다수 노동자들을 조직하는 데는 무관심하다. 항공조종사국제협회, 영화배우조합 등 미국노총(AFL-CIO) 소속 노조들이 주로 이렇게 욕을 먹는다.

## 맥락 3: 기업별・직종별 노동조합
20세기 초 미국에서는 AFL(현 미국노총 AFL-CIO의 전신)이 노동자의 절대 다수를 이루는 비숙련 노동자를 조직화하지 못한다는 불만이 팽배했다. 1923년, 셀리그 펄먼은 AFL 같은 직종별 노동조합들이 노동자 계급연대보다는 교섭분리주의에 골몰한다고 비판했다. 직종별 노동조합들은 대개 숙련공으로 이루어져 있었기에, 고용주들에게 자신들의 숙련성을 근거로 교섭을 요구하기 위해 비숙련 또는 미숙련 노동자들과는 의도적으로 섞이지 않으려고 했다. 즉 맥락 3은 상술한 맥락 2와 연결되며, 맥락 2・3의 노동귀족은 현실적으로 교집합을 구성한다.
1905년에는 직종노조들이 동양인배척동맹이라는 단체를 통해 반이민 인종주의를 로비하는 지경에 이르렀다. 그러자 같은 해 이런 직종노조의 한계를 타파하고자 새로운 노총인 세계산업노동자연맹(IWW)이 시카고에서 출범했다. IWW는 여러 가지 면에서 AFL과의 차별화를 지향했는데, 구체적으로 다음과 같다.
- IWW는 성별, 직종, 인종, 신조, 출신에 상관없이 모든 노동자를 조직화한다.[5]
- AFL은 직종노조인 반면 IWW는 노동기사단(KOL), 전미철도노조(ARU), 서부광부연맹(WFM)이 선도한 산별노조 전통을 계승했다.[6]
- AFL 가맹 노조들은 서로 불간섭 원칙을 고수한 반면, IWW는 모든 노동자가 최종적으로 하나의 노조로 단결해야 한다는 단일거대노조 정강을 내세웠다. IWW는 WFM이 AFL을 "미국노동분열맹(American Separation of Labor)"이라고 공격한 수사법을 그대로 계승했다.[7]
- 1899년에서 1903년 사이 기업간 인수합병을 통한 초거대기업이 출현하자 급진적 노동자들은 자본이 통일함으로써 트러스트라는 대변체를 만들어낸 것과 같이, 노동자들도 거기 대응해 전체 노동계급을 대변하는 통일조직을 만들어야 한다는 생각을 갖게 되었다. IWW는 자신들이 그 통일조직이 되어야 한다고 생각했다.[8]

IWW는 설립 첫 해인 1905년부터 직종노조들이 "노동귀족"을 만들어낸다고 비판했다. 유진 데브스를 비롯한 IWW 지도부는 AFL이 권위주의적 지도부에게 지배되어 관할권 따위 하찮은 다툼질에 골몰하고, 전미시민연맹(NCF)의 백만장자들과 유착해 부패했다고 주장했다.

## 같이 보기
- 레닌주의